# Планинска верига
Планинската верига е вид планина, която се отличава с издължена форма в меридионално, паралелно или диагонално направление. Образуването на такава форма се обуславя морфогенно от движението на тектонски плочи и издигането на планински вериги в зоните на субдукция. Най-високите планини в света са планински вериги, обусловени от континенталния дрейф:
- Алпи
- Хималаи
- Кавказ
- Карпати
- Стара планина
- Средна гора
- Динарски планини
- Тавърски планини
- Понтийски планини
- Пиренеи
- Кордилери
- Анди
- Голяма вододелна планина